# Isadora Cerullo
Isadora Cerullo(24 de março de 1991), conhecida como Izzy é uma jogadora de rugby sevens e union brasileira.

## Biografia
Izzy foi criada em Raleigh, Carolina do Norte. Seus pais imigraram para os Estados Unidos do Brasil nos últimos anos da ditadura militar do país, que durou de 1964 a 1985. Ela é uma das quatro crianças e um trigêmeo, com dois irmãos da mesma idade e um irmão mais velho. Ela possui dupla cidadania a dos Estados Unidos e do Brasil. Cerullo se formou em 2009 na William G. Enloe High School, onde era membro das equipes de futebol e cross country do time do colégio. Ela passou a frequentar a Universidade de Columbia para estudar medicina e foi um membro da equipe de rugby e um escritor no Columbia Daily Spectator, graduando-se em 2013. Enquanto estudante na Columbia, ela trabalhou como médica técnica de emergência .

## Carreira
Cerullo foi recrutada para jogar internacionalmente enquanto era membro do Philadelphia Women's Rugby Football Club. Cerullo mudou-se para São Paulo para jogar rugby profissionalmente. Ela ganhou uma medalha de bronze nos Jogos Pan-Americanos de 2015 como integrante da Seleção Brasileira de Rugby Sevens Feminino.
Izzy integrou o elenco da Seleção Brasileira Feminina de Rúgbi de sete que ficou em 9.° lugar na Rio 2016.

## Vida pessoal
Após a final do feminino de rugby de sete anos nos Jogos Olímpicos de Verão de 2016, a namorada de Cerullo de dois anos, Marjorie Yuri Enya, entrou em campo no estádio Deodoro e pediu publicamente Cerullo em casamento. A proposta foi amplamente divulgada na mídia, com Cerullo sendo o primeiro atleta a aceitar uma proposta de casamento nas Olimpíadas. O casal mora atualmente em São Paulo. Cerullo se declara feminista.